# Lanny Poffo
Lanny Mark Poffo (Calgary, 28 dicembre 1954 – New York, 2 febbraio 2023) è stato un wrestler e scrittore statunitense.
Fratello minore di "Macho Man" Randy Savage, ebbe anche una discreta carriera da lottatore nella International Championship Wrestling e nella World Wrestling Federation degli anni ottanta e novanta.

## Carriera

### Inizi
Lanny iniziò la sua carriera di lottatore nella NWA negli anni settanta prima di diventare una stella di prima grandezza nella federazione di proprietà del padre, International Championship Wrestling, dove conquistò tre volte l'ICW World Heavyweight Championship. Nel corso della sua carriera giovanile, Poffo lottò spesso in coppia con il fratello maggiore Randy ed ebbe anche dei feud con lui. Nel 1978, Lanny lottò in coppia con Bobby Eaton, ed insieme i due vinsero le cinture di NWA Mid-America Tag Team Championship sconfiggendo Gypsy Joe & Leroy Rochester. La coppia detenne i titoli per un mese circa. Entrambi i fratelli, insieme al padre, Angelo, erano estremamente popolari nelle province marittime del Canada, comparendo spesso nella Atlantic Grand Prix Wrestling di Emile Dupre, che aveva un proprio show televisivo settimanale. Quando nel 1984 la ICW fallì, Lanny & Randy si trasferirono nella CWA prima di passare alla World Wrestling Federation nel giugno 1985. In WWF non venne mai annunciato ufficialmente che Randy Savage e Lanny Poffo erano in realtà fratelli.

### World Wrestling Federation (1985-1992, 1994)
Sebbene Lanny non fosse una star in WWF come invece era suo fratello, si costruì inizialmente una dignitosa carriera da face. In questo ruolo, adottò il ring name Leapin' Lanny Poffo, si presentava sul ring con in mano dei frisbee, leggeva una breve poesia scritta da lui su uno di questi, e poi lanciava i frisbee alla folla. Ogni poesia metteva in ridicolo l'heel di turno che si trovava a dover affrontare. Lo stile di combattimento di Poffo era acrobatico e veloce, grazie alla sua agilità sul quadrato. Fu uno dei primi wrestler in Nord America a utilizzare mosse quali la Senton Bomb, e il Moonsault. Nel corso di una Battle Royal svoltasi a Saturday Night's Main Event alla Joe Louis Arena di Detroit nel 1987, Lanny venne eliminato da André the Giant con una testata, che gli causò un abbondante sanguinamento. Al di là del copione prestabilito del match, era successo questo: André, nel suo primo match da heel, colpì accidentalmente Poffo sul naso con la testata, e questi dovette essere trasportato fuori dall'arena in barella.

#### The Genius
Il 18 marzo 1989, ancora conosciuto come "Leaping Lanny", Poffo effettuò un turn heel assumendo l'identità di The Genius, un "intelligentissimo" intellettuale arrogante che saliva sul ring con una toga da laureato declamando poesie. Con questa nuova gimmick, ora le poesie ridicolizzavano i favoriti del pubblico, e Poffo iniziò anche ad adottare uno stile alquanto effeminato. Durante i suoi incontri, spesso The Genius era solito scrivere un'equazione matematica che avrebbe risolto il match in suo favore. In aggiunta, The Genius svolse anche la funzione di "consulente esecutivo" (e occasionale partner tag team) di Mr. Perfect.
Nella puntata del 25 novembre 1988 di Saturday Night's Main Event, The Genius affrontò il campione WWF Hulk Hogan passando la maggior parte del match a scappare da Hogan e a prenderlo in giro con i suoi assurdi poemi. Dopo diversi minuti, arrivò Mr. Perfect a bordo ring e l'incontro si risolse in una vittoria di Poffo per conteggio fuori dal ring di Hogan. Dopo WrestleMania VI, Bobby Heenan divenne il manager di Mr. Perfect, rimpiazzando The Genius in quella veste. Quindi, dopo un periodo in tono minore da mid-carder, nel 1991 Poffo divenne il manager dei Beverly Brothers (Mike Enos & Wayne Bloom). Poco tempo dopo lasciò la WWF.
Dopo un'assenza di diciannove mesi, Poffo tornò nel maggio 1994 sconfiggendo Koko B. Ware in due house show svoltisi in Florida. Il suo ultimo match in WWF fu una sconfitta rimediata contro Mabel l'11 giugno durante un evento a Richmond, VA.

### World Championship Wrestling (1995–1999)
Poffo firmò per la WCW nel 1995 ma non apparve mai nella federazione. In una successiva intervista, Poffo spiegò che era stato il fratello (Randy Savage), all'epoca in WCW, a consigliargli di venire nella federazione. Savage, che aveva acquistato i diritti della gimmick di Gorgeous George, offrì il personaggio a Lanny, pensando che il fratello avrebbe potuto avere grande successo come heel. Poffo firmò il contratto con la WCW, iniziò un intenso allenamento, e si tinse i capelli di biondo in preparazione per il suo ritorno sul ring. Tuttavia, nonostante venisse regolarmente pagato per tutti i cinque anni di durata del contratto, non venne mai contattato da alcun booker, e non esordì mai in WCW.

### Circuito indipendente (2005-2020)

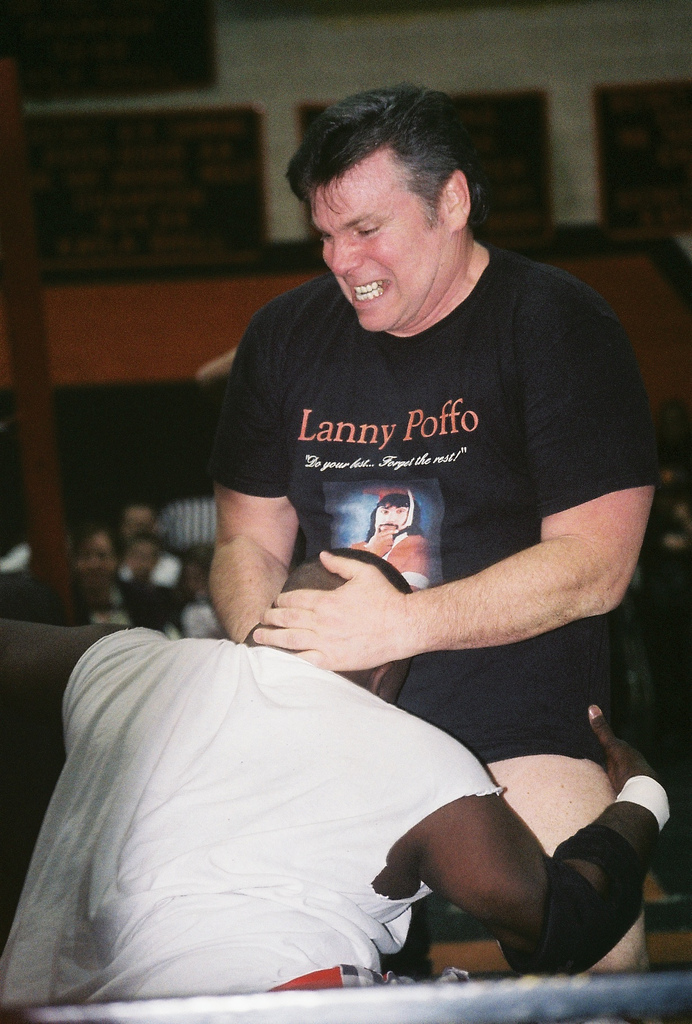
Poffo contro Koko B. Ware. nel 2010

Dal 28 al 30 gennaio 2005, Poffo prese parte all'evento Wrestle Reunion a Tampa, Florida, dove sconfisse "The Royal Stud" Adam Windsor. Ha lottato anche in Canada nelle zone di Pembroke e Hawkesbury, in Polonia, ed in Inghilterra.
Il 6 maggio 2012 a Reading, PA, Poffo ha lottato in coppia con JD Smooth nella Regional Championship Wrestling.

## Scrittore
Fuori dal wrestling, Poffo ha pubblicato due libri. Uno è una raccolta di poesie, che principalmente stigmatizzano l'abuso di droghe ed alcool da parte dei giovani. Il secondo è un libro anti-tabacco intitolato Limericks from the Heart and Lungs!

## Morte
Il 2 febbraio 2023, l'amico Jim Duggan (incaricato dalla famiglia) ne annunciò la morte sui social media. Poffo è stato sepolto nel Cimitero Queen of Heaven di Hillside, Illinois.

## Vita privata
Lanny era figlio di Angelo Poffo e Judy Poffo. È il fratello minore di "Macho Man" Randy Savage, e cognato di Miss Elizabeth.
Nel marzo 2013 Poffo ha interpretato il ruolo di un agente di polizia nel programma tv I (Almost) Got Away With It sul canale Discovery Investigation.
Nel 2018 la Squared Circle Comics ha pubblicato la sua biografia a fumetti intitolata The Genius Lanny Poffo.
Il 3 settembre 2018 Poffo, insieme a JP Zarka del sito web ProWrestlingStories.com, lanciò il podcast settimanale The Genius Cast with Lanny Poffo. Il podcast è costituito da 20 episodi e include interviste a Hacksaw Jim Duggan, Terry Funk, Brian Blair, Fred Ottman, Sean Waltman, Jeff Jarrett, Molly Holly, "Eugene" Nick Dinsmore, "Hustler" Rip Rogers, Kevin Kelly, Bill Apter, Outback Jack, Keith Elliot Greenberg, Sean Oliver, Evan Ginzburg, Alicia Atout ed altri. Il programma terminò il 21 gennaio 2019.

## Personaggio

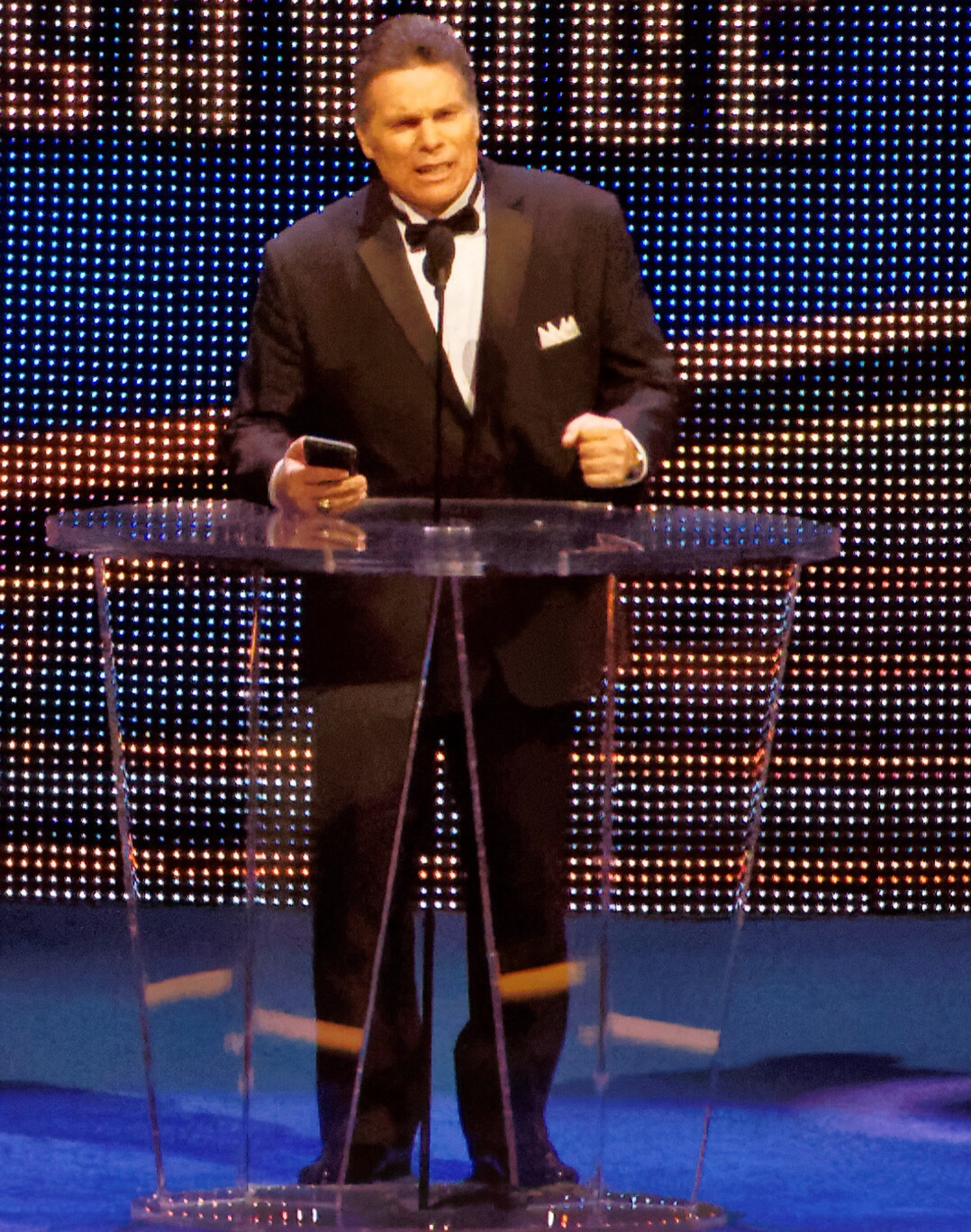
Lanny Poffo introduce il fratello Randy Savage nella WWE Hall of Fame.

### Mosse finali
- Honor Roll (Senton bomb)[1][8]
- Moonsault[1][8]

### Manager
- Jimmy Hart[9]
- Big Business Brown[10]

### Wrestler assistiti
- Mr. Perfect
- Beverly Brothers

### Soprannomi
- "The Genius"[1]
- "Leaping"[1]
- "The Poet Laureate of the WWF"[11]

## Titoli e riconoscimenti
- Atlantic Grand Prix Wrestling
  - AGPW International Heavyweight Championship (1)[12]

- Gulf Coast Championship Wrestling
  - NWA Gulf Coast Tag Team Championship (1) – con Randy Savage[13]

- Great North Wrestling
  - GNW Heavyweight Championship (1)

- International Championship Wrestling
  - ICW Southeastern Heavyweight Championship (1)[14]
  - ICW United States Tag Team Championship (4) – con George Weingeroff (3) e Mike Doggendorf (1)1[15]
  - ICW World Heavyweight Championship (3)[16]

- NWA Detroit
  - NWA World Tag Team Championship (Detroit version) (2) – con Angelo Poffo (1) e Chris Colt (1)[17]

- NWA Mid-America
  - NWA Mid-America Heavyweight Championship (1)[18]
  - NWA Mid-America Tag Team Championship (1) – con Bobby Eaton[19]

- Pro Wrestling Lachine
  - PWL International Championship (1 time)

- Pro Wrestling Illustrated
  - 350º nella lista dei migliori 500 wrestler singoli durante i "PWI Years" del 1993.

1L'ICW United States Tag Team Championship è indicato essere l'ICW World Tag Team Championship in alcune pubblicazioni.